# Brodogradilište Pakmor
Brodogradilište Pakmor je bilo jedno od najstarijih hrvatskih brodogradilišta suvremenog doba u Splitu. Osnovano je 1923. godine. Škver inženjera Pavla Kosičeka gradilo je prestižna plovila kao što su danas jahte. Prepoznatljivi su mu proizvod bili brzi motorni i športski čamci visoke elegancije. Škver je bio na zapadnom dijelu Gradske luke. Mali škver Pakmor je izrađivao i karoserije za Fordove kamione. Ugašeno je 1960. godine.